# Rufiji
Der Rufiji (auch: Rufidschi; Lufidschi; Rufidji; Rufiyi) ist ein Fluss im ostafrikanischen Staat Tansania.

## Geografie

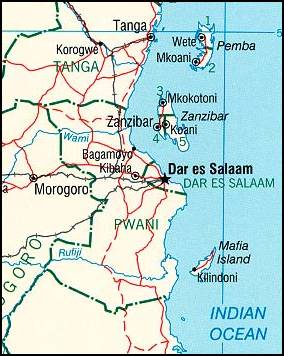
Die Küste Tansanias mit der Mündung des Rufiji vor der Insel Mafia (unters Drittel)

Er entsteht durch den Zusammenfluss des Kilombero und des Luwegu und mündet bei etwa 8° südl. Br. in den Indischen Ozean. Sein großes Delta liegt gegenüber der Insel Mafia, etwa 200 km südlich von Daressalam. Es beherbergt einen der größten Mangrovenwälder der Welt. Von der Quelle im Südwesten Tansanias, im Gebiet der Wamaschonde, bis zu der Mündung in den Mafia-Kanal hat er eine Länge von ungefähr 600 Kilometer. Größter Nebenfluss des Rufiji ist der nördlich vom Malawisee (der frühere Nyassasee) entspringende Ruaha.
Der Rufiji fließt durch das Wildreservat Selous, das größte kontrollierte Wildschutzgebiet Afrikas.
Die 2003 im Zuge der Fernstraße B2 eröffnete Mkapa-Brücke ist die einzige Brücke über den Rufiji. Die nächste Brücke steht 250 km Luftlinie entfernt im Kilombero-Tal zwischen Ifakara und Kivukoni.

## Hydrometrie
Die Durchflussmenge des Flusses wurde über 24 Jahren (1954–78) bei Stieglers Gorge,  etwa 220 Kilometer flussaufwärts von der Mündung in m³/s gemessen. Die dort beobachtete mittlere jährliche Durchflussmenge betrug in diesem Zeitraum 792 m³/s. Nachdem insbesondere am Oberlauf für Bewässerungsmaßnahmen seit den 1980er Jahren eine erhebliche Wasserentnahme erfolgt, ist davon auszugehen, dass die aktuellen Mengen niedriger liegen.
- Diagrammdaten:
- Definition |
- Rohdaten |
- Hilfe

## Einzugsgebiet

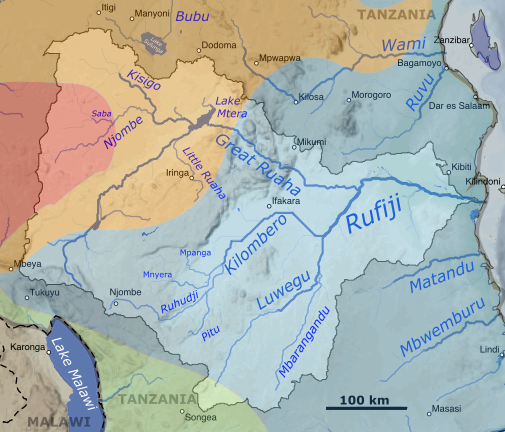
Klimazonen nach Köppen im Einzugsgebiet: rot – Wüstenklima; orange – semiarid und warm; blau – tropische Savanne; grün – feucht und subtropisch.

Das Einzugsgebiet des Rufiji ist das größte in Tansania. Je nach Quelle umfasst es zwischen 177.400 und 183.800 km² und bedeckt damit etwa 20 % der Landesfläche.
Die Niederschläge in den jeweiligen Untereinzugsgebieten sind jedoch recht unterschiedlich. So steuert der Kilombero zwar nur gut 20 % zur Fläche, aber über 60 % zum Abfluss bei. Im Vergleich vereinnahmt der Ruaha fast die Hälfte des Einzugsgebiets des Rufiji, steuert aber nur 15 % zum Abfluss bei.
Die unterschiedlichen Klimata sind in nebenstehender Grafik verdeutlicht.
| Flüsse        | Quadratkilometer | Prozent des gesamten Einzugsgebietes | Durchschnittlicher jährlicher Niederschlag in Millimeter | Durchschnittlicher jährlicher Abfluss in Milliarden Kubikmeter | Abfluss in Prozent |
| ------------- | ---------------- | ------------------------------------ | -------------------------------------------------------- | -------------------------------------------------------------- | ------------------ |
| Great Ruaha   | 85.554           | 46,5                                 | 400 – 1.200                                              | 3,3                                                            | 14,9               |
| Kilombero     | 40.330           | 21,9                                 | 1.000 – 2.000                                            | 13,8                                                           | 62,2               |
| Luwengu       | 25.288           | 13,8                                 | 800 – 1.000                                              | 4,0                                                            | 18,0               |
| Rufiji        | 32.619           | 17,7                                 | 650 – 1.100                                              | 1,1                                                            | 5,0                |
| Rufiji gesamt | 183.791          | 100                                  |                                                          | 22,2                                                           | 100                |

## Geschichte
In der Kolonialzeit wurde der Rufiji eine Wasserstraße für die motorisierte Binnenschifffahrt. Die Heckraddampfer Tomondo und Ulanga befuhren den Unterlauf. Während des Ersten Weltkriegs in Ostafrika war das verwinkelte Flussdelta des Rufiji der Schauplatz einer hartnäckigen Auseinandersetzung zwischen Briten und Deutschen um den Kleinen Kreuzer Königsberg.

## Kraftwerk
Im Jahr 2019 wurde mit dem Bau des Julius-Nyerere-Kraftwerks in der Stiegler-Schlucht begonnen. Der 134 Meter hohe Betondamm wird einen 100 Quadratkilometer großen Stausee erzeugen. Wegen seiner Lage im UNESCO-Welterbe Selous wird das Projekt von Umweltschützern kritisiert.